# Visual J++
Visual J++ ist der Name für eine Programmiersprache, mit der Microsoft die Programmiersprache Java implementiert hat, sowie für eine entsprechende Entwicklungsumgebung von Microsoft. Zusammenfassend wird Visual J++ auch als Entwicklungswerkzeug bezeichnet. Es bietet unter anderem die Möglichkeit, Java-Applets mit ActiveX-Elementen zu versehen.

## Geschichte
Im Dezember 1995 gab Microsoft bekannt, von seinem Konkurrenten Sun Microsystems eine Lizenz für dessen Programmiersprache Java zu kaufen. Erstmals Anfang Oktober 1996 machte Microsoft seine Java-Implementierung unter dem Namen Visual J++ offiziell verfügbar. Die gleichnamige Entwicklungsumgebung war unter Windows 95 und Windows NT 4.0 einsetzbar und in Microsofts Entwicklungsumgebung Developer Studio integrierbar. Eine wesentliche Funktion der Programmiersprache Visual J++ war es neben der gewöhnlichen Java-Programmierung, Java-Applets mittels ActiveX-Komponenten zu versehen bzw. zu erweitern. Dadurch gab es auch Java-Applets, die nur unter Windows lauffähig waren, sodass die von Sun für Java vorgesehene Plattformunabhängigkeit von Visual J++ nicht mehr gegeben war. Sun führte aus diesem Grund 1998 einen Zivilprozess gegen Microsoft und warf dem Konkurrenten dabei Vertragsverletzung und unfaire Geschäftsmethoden vor. In dem Prozess erwirkte Sun, dass Microsoft alle seine Produkte, die Java-Technologie enthalten, so zu modifizieren habe, dass sie kompatibel zu Java sind. Microsoft erfüllte die richterlichen Auflagen und stattete das Visual Studio, Nachfolger des Developer Studios, 1999 so aus, dass Visual J++ alle Java-Standards einhält.
Mitte des Jahres 2000 gab Microsoft bekannt, seine Lizenz für Java, die 2001 ausgelaufen wäre, nicht zu verlängern, sodass Visual J++ nicht mehr in der neuen Version Visual Studio .NET von Visual Studio enthalten war.